# Mayra Santos-Febres
Pour les articles homonymes, voir Santos (homonymie).
Mayra Santos-Febres, née le 26 février 1966 à Carolina (Porto Rico), est une écrivaine portoricaine : poète, essayiste, nouvelliste et romancière. Elle a été professeure invitée aux universités Harvard et Cornell. Elle est devenue ensuite professeure de l’université de Porto Rico (Río Piedras) où elle dirige l’atelier de création romanesque.

## Biographie
Née en 1966, elle commence à publier des poèmes en 1984 dans des revues et des journaux internationaux comme Casa de las Américas de Cuba, Página doce en Argentine, Revue noire en France et Review : Latin American Literature and Arts, à New York. En 1991 paraissent deux recueils : Anamú y manigua, sélectionné comme un des dix meilleurs de l’année par la critique portoricaine, et El orden escapado, qui remporte le prix de poésie de la revue Tríptico à Porto Rico. 
Elle remporte le prix  Letras de Oro (États-Unis, 1994) pour son recueil de nouvelles Pez de vidrio, qui évoque la condition des femmes noïres aux Caraïbes, et le prix Premio Juan Rulfo (Paris, 1996) pour Oso Blanco.
En 2000, Grijalbo Mondadori en Espagne publie son premier roman Sirena Selena vestida de pena, sur des travestis confrontés au marché du sexe. Le roman est traduit ensuite en anglais, italien et français, finaliste du prix Rómulo Gallegos de Novela en 2001. En 2002, Grijalbo Mondadori publie son second roman Cualquier miércoles soy tuya. En 2006, elle est première finaliste du prix Primavera des éditions Espasa Calpe pour son roman Nuestra Señora de la Noche. En 2009 elle publie le roman Fe en disfraz.
En 2005, les Ediciones Callejón publient le recueil d’essais Sobre piel y papel Le recueil de poésie Boat People paru également en 2005 est consacré aux migrants cubains, dominicains et haïtiens. En 2010 les éditions Trilce de México publient Tercer Mundo, son troisième recueil de poésie.

## Œuvres
- Anamú y manigua (1990) (OCLC 24895789)
- Pez de vidrio (1994)  (ISBN 978-0-9291-5741-2)
- Urban Oracles (1997)  (ISBN 978-1-5712-9034-2)
- Sirena Selena vestida de pena (2000)  (ISBN 978-8-4397-0460-7)
- Cualquier miércoles soy tuya (2002)  (ISBN 978-8-4397-0853-7)
- Sobre piel y papel (2005)  (ISBN 978-1-8817-4827-4)
- Nuestra Señora de la Noche (2006)  (ISBN 978-8-4670-2093-9)
- Fe en disfraz (2009)  (ISBN 978-1-6039-6936-9)
- Tratado de Medicina Natural para Hombres Melancólicos (2011)  (ISBN 978-0-9800-2496-8)
- El baile de la vida (2012)
- La amante de Gardel (2015)
- Jadeante y sudorosa: crónicas sobre escribir y correr (2008-2015) (2016)
- Huracanada (2018)
- Antes que llegue la luz (2021)

### Traductions françaises
- « Journal d'un amateur d'urinoirs », traduction de Albert Bensoussan, in Les Bonnes Nouvelles de l'Amérique latine, Gallimard, « Du monde entier », 2010  (ISBN 978-2-07-012942-3)
- Sirena Selena, traduction de François-Michel Durazzo, Zulma, 2017.  (ISBN 978-2-84304-789-3)
- La maîtresse de Carlos Gardel, traduction de François-Michel Durazzo, Zulma, 2019.